# Orthotrichia ranauana
Orthotrichia ranauana är en nattsländeart som först beskrevs av Georg Ulmer 1951.  Orthotrichia ranauana ingår i släktet Orthotrichia och familjen smånattsländor. Inga underarter finns listade i Catalogue of Life.